# Saint-Romain-en-Gier
Saint-Romain-en-Gier és un municipi francès situat al departament del Roine i a la regió d'Alvèrnia-Roine-Alps. L'any 2007 tenia 483 habitants.

## Demografia

### Població
El 2007 la població de fet de Saint-Romain-en-Gier era de 483 persones. Hi havia 185 famílies de les quals 39 eren unipersonals (8 homes vivint sols i 31 dones vivint soles), 71 parelles sense fills, 67 parelles amb fills i 8 famílies monoparentals amb fills.
La població ha evolucionat segons el següent gràfic:
Habitants censats

### Habitatges
El 2007 hi havia 202 habitatges, 186 eren l'habitatge principal de la família, 5 eren segones residències i 11 estaven desocupats. 184 eren cases i 18 eren apartaments. Dels 186 habitatges principals, 143 estaven ocupats pels seus propietaris, 34 estaven llogats i ocupats pels llogaters i 9 estaven cedits a títol gratuït; 9 tenien dues cambres, 27 en tenien tres, 71 en tenien quatre i 80 en tenien cinc o més. 144 habitatges disposaven pel capbaix d'una plaça de pàrquing. A 81 habitatges hi havia un automòbil i a 90 n'hi havia dos o més.

### Piràmide de població
La piràmide de població per edats i sexe el 2009 era:
| Homes | Edats   | Dones |
| ----- | ------- | ----- |
| 0     | 95 o +  | 0     |
| 0     | 90 a 94 | 0     |
| 0     | 85 a 89 | 0     |
| 0     | 80 a 84 | 0     |
| 4     | 75 a 79 | 8     |
| 8     | 70 a 74 | 4     |
| 20    | 65 a 69 | 4     |
| 16    | 60 a 64 | 32    |
| 24    | 55 a 59 | 20    |
| 24    | 50 a 54 | 24    |
| 8     | 45 a 49 | 12    |
| 28    | 40 a 44 | 20    |
| 16    | 35 a 39 | 24    |
| 20    | 30 a 34 | 16    |
| 24    | 25 a 29 | 8     |
| 20    | 20 a 24 | 16    |
| 16    | 15 a 19 | 12    |
| 24    | 10 a 14 | 16    |
| 16    | 5 a 9   | 28    |
| 16    | 0 a 4   | 8     |

## Economia
El 2007 la població en edat de treballar era de 310 persones, 210 eren actives i 100 eren inactives. De les 210 persones actives 185 estaven ocupades (103 homes i 82 dones) i 26 estaven aturades (9 homes i 17 dones). De les 100 persones inactives 32 estaven jubilades, 32 estaven estudiant i 36 estaven classificades com a «altres inactius».

### Ingressos
El 2009 a Saint-Romain-en-Gier hi havia 190 unitats fiscals que integraven 487,5 persones, la mediana anual d'ingressos fiscals per persona era de 18.665 €.

### Activitats econòmiques
Dels 14 establiments que hi havia el 2007, 3 eren d'empreses de fabricació d'altres productes industrials, 1 d'una empresa de construcció, 5 d'empreses de comerç i reparació d'automòbils, 1 d'una empresa d'hostatgeria i restauració, 2 d'empreses immobiliàries i 2 d'empreses de serveis.
Dels 2 establiments de servei als particulars que hi havia el 2009, 1 era un taller de reparació d'automòbils i de material agrícola i 1 restaurant.
L'únic establiment comercial que hi havia el 2009 era una botiga de menys de 120 m².
L'any 2000 a Saint-Romain-en-Gier hi havia 6 explotacions agrícoles que ocupaven un total de 78 hectàrees.

## Equipaments sanitaris i escolars
El 2009 hi havia una escola elemental.

## Poblacions més properes
El següent diagrama mostra les poblacions més properes.